# Richtlinie 92/58/EWG

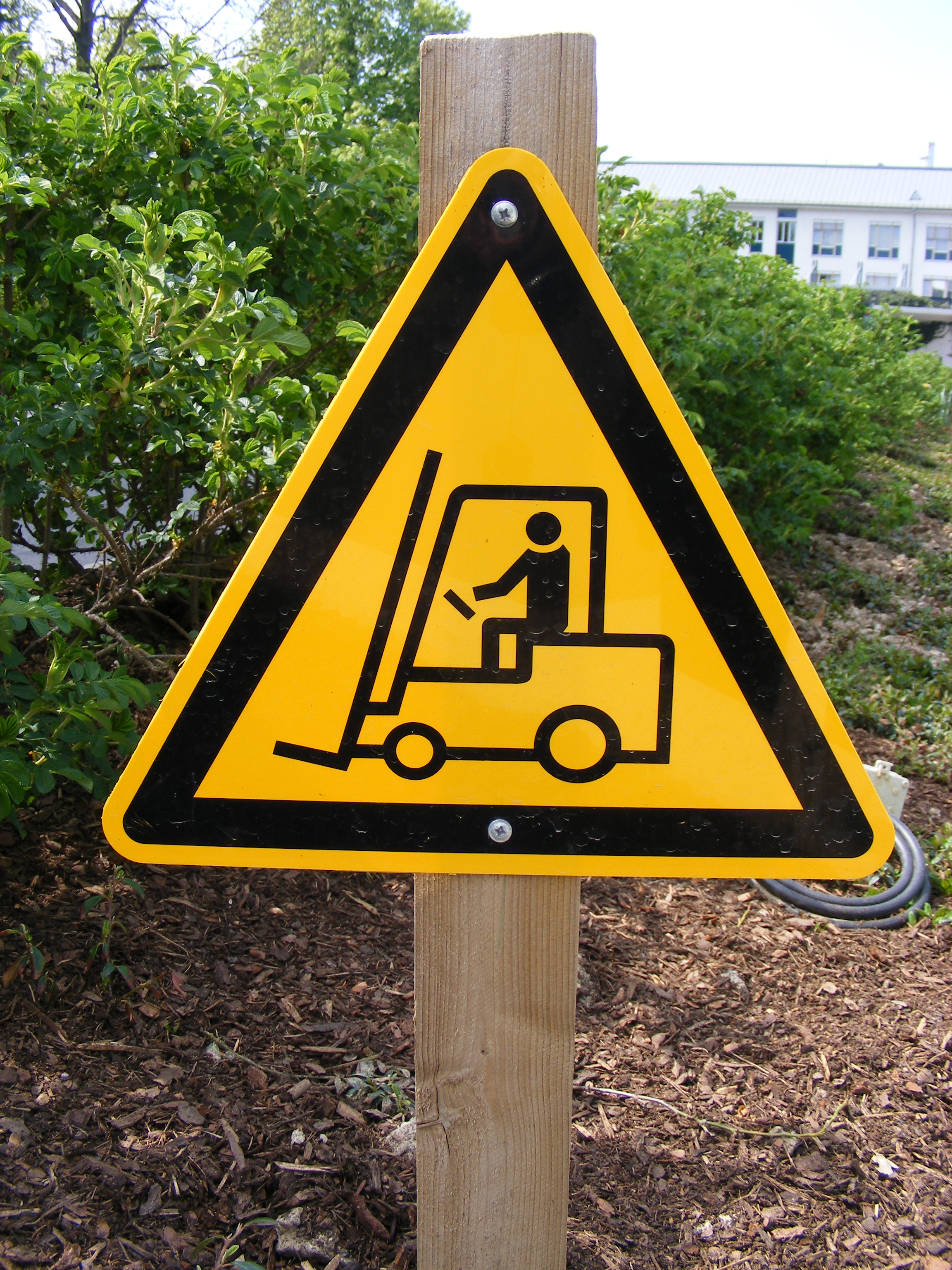
Sicherheitsschild entsprechend der Richtlinie 92/58/EWG und DIN 4844-2

Die Richtlinie 92/58/EWG ist eine Europäische Richtlinie, die als neunte Einzelrichtlinie zur Richtlinie 89/391/EWG (Arbeitsschutz-Rahmenrichtlinie) ergänzend die Mindestvorschriften für die Sicherheits- und/oder Gesundheitsschutzkennzeichnung am Arbeitsplatz festlegt.

## Anwendung
Als neunte ergänzende Einzelrichtlinie zu den allgemeinen Vorschriften zu Gesundheitsschutz und Sicherheit der Arbeit, die in der Richtlinie 89/391/EG festgelegt sind, definiert diese Richtlinie die Mindestvorschriften für die Sicherheits- und Gesundheitsschutzkennzeichnung am Arbeitsplatz. Dies beinhaltet z. B. die Standorterkennung und Kennzeichnung von Behältern und Rohrleitungen, die Kennzeichnung von Material und Ausrüstungen zur Brandbekämpfung, die Kennzeichnung bestimmter Fahrspuren, die Verwendung von Leucht- und Schallzeichen und auch die Verwendung von Handzeichen.
Durch diese Richtlinie wird der Arbeitgeber dazu verpflichtet Sicherheitskennzeichnungen vorsehen, wenn mögliche Risiken nicht durch Schutzmaßnahmen oder durch arbeitsorganisatorische Maßnahmen, Methoden oder Verfahren vermieden oder ausreichend begrenzt werden können. Arbeitnehmer sind bezüglich der in dieser Richtlinie behandelten Fragen anzuhören und zu beteiligen, über die zu ergreifenden Maßnahmen zu unterrichten und entsprechend zu schulen.
Diese Richtlinie gilt ausdrücklich nicht für die Kennzeichnung beim Inverkehrbringen von gefährlichen Stoffen und Zubereitungen (in der EU durch die CLP-Verordnung geregelt), von Erzeugnissen oder Ausrüstungen, oder für die Kennzeichnung zur Regelung des Straßen-, Eisenbahn-, Binnenschiffs-, See- und Luftverkehrs (welche durch ADR, RID, ADN, IMDG und IATA-DGR geregelt sind). Diese Richtlinie legt stattdessen fest, dass die auf den Verkehr (Straße, Eisenbahn, Binnen- und Seeschifffahrt, Luft) anwendbaren Kennzeichnungen auch innerhalb von Betrieben oder Einrichtungen verwendet werden können.
Nach Inkrafttreten wurde diese Richtlinie durch die Richtlinie 2007/30/EG und zuletzt durch die Richtlinie 2014/27/EU geändert.
In Deutschland wurde die Richtlinie in der Unfallverhütungsvorschrift Sicherheits- und Gesundheitsschutzkennzeichnung am Arbeitsplatz, der Berufsgenossenschaftlichen Vorschrift BGV A8 und in den Technischen Regeln für Arbeitsstätten ASR A1.3 umgesetzt, in Österreich in der Kennzeichnungsverordnung.

## Aufbau der Richtlinie  92/58/EWG
- ABSCHNITT I ALLGEMEINE VORSCHRIFTEN
  - Artikel 1 Zweck der Richtlinie
  - Artikel 2 Begriffsbestimmungen
- ABSCHNITT II PFLICHTEN DES ARBEITGEBERS
  - Artikel 3 Allgemeine Vorschrift
  - Artikel 4 Erstmalig verwendete Sicherheits- und/oder Gesundheitsschutzkennzeichnung
  - Artikel 5 Bereits verwendete Sicherheits- und/oder Gesundheitsschutzkennzeichnung
  - Artikel 6 Befreiungen
  - Artikel 7 Unterrichtung und Schulung der Arbeitnehmer
  - Artikel 8 Anhörung und Beteiligung der Arbeitnehmer
- ABSCHNITT III SONSTIGE BESTIMMUNGEN
  - Artikel 9 Änderungen der Anhänge
  - Artikel 9a Ausübung der Befugnisübertragung
  - Artikel 9b Dringlichkeitsverfahren
  - Artikel 10
  - Artikel 11 Schlußbestimmungen
  - Artikel 12
- ANHANG I ALLGEMEINE MINDESTVORSCHRIFTEN FÜR DIE SICHERHEITS- UND/ODER GESUNDHEITSSCHUTZKENNZEICHNUNG AM ARBEITSPLATZ
- ANHANG II MINDESTVORSCHRIFTEN FÜR SICHERHEITSZEICHEN
- ANHANG III MINDESTVORSCHRIFTEN FÜR DIE KENNZEICHNUNG VON BEHÄLTERN UND ROHRLEITUNGEN
- ANHANG IV MINDESTVORSCHRIFTEN ZUR KENNZEICHNUNG UND STANDORTERKENNUNG VON AUSRÜSTUNGEN ZUR BRANDBEKÄMPFUNG
- ANHANG V MINDESTVORSCHRIFTEN FÜR DIE KENNZEICHNUNG VON HINDERNISSEN UND GEFAHRENSTELLEN SOWIE ZUR MARKIERUNG VON FAHRSPUREN
- ANHANG VI MINDESTVORSCHRIFTEN FÜR LEUCHTZEICHEN
- ANHANG VII MINDESTVORSCHRIFTEN FÜR SCHALLZEICHEN
- ANHANG VIII MINDESTVORSCHRIFTEN FÜR DIE VERBALE KOMMUNIKATION
- ANHANG IX MINDESTVORSCHRIFTEN FÜR HANDZEICHEN

## Piktogramme zur Sicherheits- und Gesundheitsschutzkennzeichnung
Nach Anhang I sind für die Piktogramme je nach Situation verschiedene Farben vorgegeben:
| Farbe                 | Bedeutung                                     | Hinweis                                                                                            |
| --------------------- | --------------------------------------------- | -------------------------------------------------------------------------------------------------- |
| Rot                   | Verbotszeichen                                | Gefährliches Verhalten                                                                             |
| Rot                   | Gefahr — Alarm                                | Halt, Stillstand, Not-Ausschalteeinrichtung, Evakuierung                                           |
| Rot                   | Material und Ausrüstungen zur Brandbekämpfung | Kennzeichnung und Standort                                                                         |
| Gelb oder Gelb-Orange | Warnzeichen                                   | Achtung, Vorsicht Überprüfung                                                                      |
| Blau                  | Gebotszeichen                                 | Besonderes Verhalten oder Tätigkeit — Verpflichtung zum Tragen einer persönlichen Schutzausrüstung |
| Grün                  | Erste-Hilfe-, Rettungszeichen                 | Türen, Ausgänge, Wege, Betriebsmittel, Stationen, Räume                                            |
| Grün                  | Gefahrlosigkeit                               | Rückkehr zum Normalzustand                                                                         |

Die Anforderungen für die einzelnen Zeichen sind in Anhang II beschrieben.

### Verbotszeichen
Verbotszeichen sind rund, mit einem schwarzen Piktogramm auf weißem Grund, und einem roten Rand und Querbalken (von links nach rechts in einem Neigungswinkel von 45° zur Horizontalen), wobei die Sicherheitsfarbe Rot mindestens 35 % der Oberfläche des Zeichens ausmachen muss.

Rauchen verboten
Feuer, offenes Licht und Rauchen verboten
Für Fußgänger verboten
Verbot, mit Wasser zu löschen
Kein Trinkwasser
Zutritt für Unbefugte verboten
Für Flurförderzeuge verboten
Berühren verboten

### Warnzeichen
Warnzeichen sind dreieckig, mit einem schwarzen Piktogramm auf gelbem Grund, einem schwarzen Rand, wobei die Sicherheitsfarbe Gelb mindestens 50 % der Oberfläche des Zeichens ausmachen muss.

Warnung vor feuergefährlichen Stoffen oder hoher Temperatur
Warnung vor explosionsgefährlichen Stoffen
Warnung vor giftigen Stoffen
Warnung vor ätzenden Stoffen
Warnung vor radioaktiven Stoffen
Warnung vor schwebender Last
Warnung vor Flurförderzeugen
Warnung vor gefährlicher elektrischer Spannung
Warnung vor einer allgemeinen Gefahr
Warnung vor Laserstrahl
Warnung vor brandfördernden Stoffen
Warnung vor nicht ionisierender Strahlung
Warnung vor starkem magnetischem Feld
Warnung vor Stolpergefahr
Warnung vor Absturzgefahr
Warnung vor Biogefährdung
Warnung vor Kälte
Warnung vor schädlichen oder irritierenden Stoffen (zurückgezogen)[6]

### Gebotszeichen
Gebotszeichen sind rund, haben ein weißes Piktogramm auf blauem Grund, wobei die Sicherheitsfarbe Blau mindestens 50 % der Oberfläche des Zeichens ausmachen muss.

Augenschutz tragen
Schutzhelm tragen
Gehörschutz tragen
Atemschutz tragen
Schutzschuhe tragen
Schutzhandschuhe tragen
Schutzkleidung tragen
Gesichtsschutzschild tragen
Auffanggurt anlegen
Gebot für Fußgänger
Allgemeines Gebot (ggf. mit Zusatzzeichen)

### Rettungszeichen
Rettungszeichen sind rechteckig oder quadratisch, haben ein weißes Piktogramm auf grünem Grund, wobei die Sicherheitsfarbe Grün mindestens 50 % der Oberfläche des Zeichens ausmachen muss.

#### Rettungsweg – Notausgang

#### Richtungsanzeigen
Richtungsanzeigen sind zusammen mit den untenstehenden Zeichen für Rettungseinrichtungen zu verwenden.

#### Rettungseinrichtungen

Erste Hilfe
Krankentrage
Notdusche
Augenspüleinrichtung
Notruftelefon

### Hinweisschilder für Material zur Brandbekämpfung
Hinweisschilder für Material zur Brandbekämpfung sind rechteckig oder quadratisch, haben ein weißes Piktogramm auf rotem Grund, wobei die Sicherheitsfarbe Rot mindestens 50 % der Oberfläche des Zeichens ausmachen muss.

Hinweis auf einen Feuerwehrschlauch
Hinweis auf eine Leiter
Hinweis auf ein Feuerlöschgerät
Brandmeldungstelefon

#### Richtungsanzeigen
Richtungsanzeigen sind zusammen mit den obenstehenden Zeichen zu verwenden.